# ロレンツォ・ディ・クレディ
ロレンツォ・ディ・クレディ（Lorenzo di Credi, 1459年頃 - 1537年1月12日）は、イタリアの画家、彫刻家。レオナルド・ダ・ヴィンチに影響を与え、後には、反対にダ・ヴィンチから影響を受けた。ロレンツォ・ディ・クレーディとも表記される。

## 生涯
クレディはフィレンツェに生まれた。アンドレア・デル・ヴェロッキオの工房で仕事を始め、ヴェロッキオの死後は、工房を引き継いだ。工房にいる間、クレディはピストイア大聖堂のために『Madonna di Piazza（広場の聖母）』を作ったが、おそらく何人かの彫刻家と共同で作ったものと思われる。
クレディの初期の作品の中には、ウフィッツィ美術館にある『受胎告知』、トリノのサバウダ美術館にある『聖母子』、ヴェネツィアのクェリーニ・スタンパーリアにある『幼子の崇拝』がある。もう少し後の時代の作品では、ルーヴル美術館の『聖者たちと聖母』（1493年）、ウフィッツィ美術館の『幼子の崇拝』といったものがある。フィエーゾレでは、サン・ドメニコ修道院祭壇のフラ・アンジェリコのパネルの一部を作り直した。
ゲッティンゲン美術館の『キリスト磔刑』、イギリス、ケンブリッジの『受胎告知』、ピストイアの『聖者たちと聖母』は、クレディの円熟期の作品で、フラ・バルトロメオ、ペルジーノ、若きラファエロの影響が強い。
クレディの描いたカテリーナ・スフォルツァの肖像画の顔と、レオナルド・ダ・ヴィンチの『モナ・リザ』の顔の類似を、研究者たちが指摘している。
|  |  |

カテリーナ・スフォルツァはフォルリとイーモラ（ともにイタリア）の領主夫人で、後にチェーザレ・ボルジアの俘虜となった女性である。『La dama dei gelsomini（ジャスミン婦人）』という名前でも知られるこの肖像画は現在フォルリ美術館にある。